# 鄂圖曼帝國海軍
鄂圖曼帝國海軍（土耳其語：Osmanlı Donanması）是指鄂圖曼土耳其帝國的海軍。西年1323年，鄂圖曼帝國攻下普拉提圖斯（Πραινετός，之後更名為卡拉米塞爾），帝國領土首度臨海，隨即建立海軍。1327年，帝國於卡拉米塞爾建立了第一個造船廠，並以此做為鄂圖曼海軍基地。
鄂圖曼海軍在數百年的歷史中，參與了眾多海戰，並簽署了多項條約。鄂圖曼海軍在君士坦丁堡之役扮演了關鍵的角色，並幫助鄂圖曼帝國順利將勢力擴張至地中海及黑海。16世紀時，鄂圖曼海軍勢力擴張至印度洋；1565年，鄂圖曼海軍並派出特遣隊進入印尼。17世紀初期，鄂圖曼海軍的勢力更擴及至大西洋。然而，到了18世紀末期，隨著鄂圖曼帝國的逐步衰退，鄂圖曼海軍的發展也為之停滯；儘管如此，鄂圖曼海軍當時擁有將近200艘軍艦，在全球排名第三，僅次於英國及法國。
在鄂圖曼海軍史上，鄂圖曼海軍司令一般稱為「艦長帕夏」（即海軍上將），直到1867年，鄂圖曼帝國才另設「海軍部長（بحريه ناظری）」及數個「艦隊司令（دونانما کوموتانی）」，來統帥鄂圖曼海軍。
到了第一次世界大戰前，鄂圖曼帝國已經是一個衰弱的列強，海軍也完全落伍，沒有建造現代化艦艇的能力。1914年8月戰爭爆發，土耳其一度中立，但在親德的政府高層開放德軍艦艇入港避難後，已實質喪失中立地位。1914年10月29日，德國海軍將領威廉·蘇雄率領鄂圖曼海軍艦隊砲轟俄國港口，將鄂圖曼帝國捲入戰爭，並最終解體。鄂圖曼帝國海軍由現代土耳其海军所繼承。

## 註腳
1. ↑  Suciu, Peter. . The National Interest. 2022-03-05  [2022-03-09]. （原始内容存档于2022-07-01） （英语）.